# 김철훈
김철훈(金哲熏, 1959년 8월 8일~)은 대한민국의 정치인이다. 제3·4·6대 부산광역시 영도구의원, 제39대 부산광역시 영도구청장이다. 제주특별자치도 출생이다.

## 학력
- 1975.03~1978.02 서귀포고등학교 졸업
- 1995 한국방송통신대학교 법학과 졸업

### 비학위 수료
- 1997 동아대학교 경영대학원 경영학 석사 졸업
- 2013 동아대학교 사회복지대학원 사회복지학 석사 졸업
- 2020 한국해양대학교 일반대학원 박사 과정 수료

## 경력
- 1995~2012 부산광역시 환경운동연합 지도위원
- 1996~1998 부산광역시 경제정의실천시민연합 집행위원
- 1998.07~2002.06 제3대 부산광역시 영도구의회 의원
- 2000~2004 영도여중·태종대중학교 운영위원장
- 2004.07~2006.06 제4대 부산광역시 영도구의회의원
- 2012 민주통합당 부산시당 상무위원
- 2012.04~2014.06 제6대 부산광역시 영도구의회 의원
- 2012 제18대 대통령선거 부산광역시 영도구 선거대책본부장
- 2013 민주통합당 부산시당 장애인위원장
- 2014 새정치민주연합 중앙당 을지로위원회 부위원장
- 2014~2015 새정치민주연합 부산시당 오륙도연구소 의정지원센터장
- 2016 더불어민주당 부산시당 다문화특별위원장
- 2016.03~2018.06 한아름새마을금고 이사장
- 2017~2018 더불어민주당 원내대표 정무특보
- 2017~더불어민주당 중앙당 인권위원
- 2018.07~2022.06 제39대 부산광역시 영도구청장
- 2018.12~ 더불어민주당 참좋은지방정부위원회 상임위원
- 2022.03~ 더불어민주당 정책위원회 부의장
- 2022.08~ 더불어민주당 부산광역시당 오륙도연구소 소장

## 역대 선거 결과
|  | 32.10% |

|  | 54.54% |

|  | 52.77% |

|  | 7.94% |

|  | 54.39% |

|  | 41.75% |

|  | 51.51% |

|  | 46.30% |

| 전임 어윤태 | 제39대 부산광역시 영도구청장(민선) 2018년 7월 1일~2022년 6월 30일 | 후임 김기재 |